# Thaspium barbinode
Thaspium barbinode là một loài thực vật có hoa trong họ Hoa tán. Loài này được (Michx.) Nutt. miêu tả khoa học đầu tiên năm 1818.

## Hình ảnh

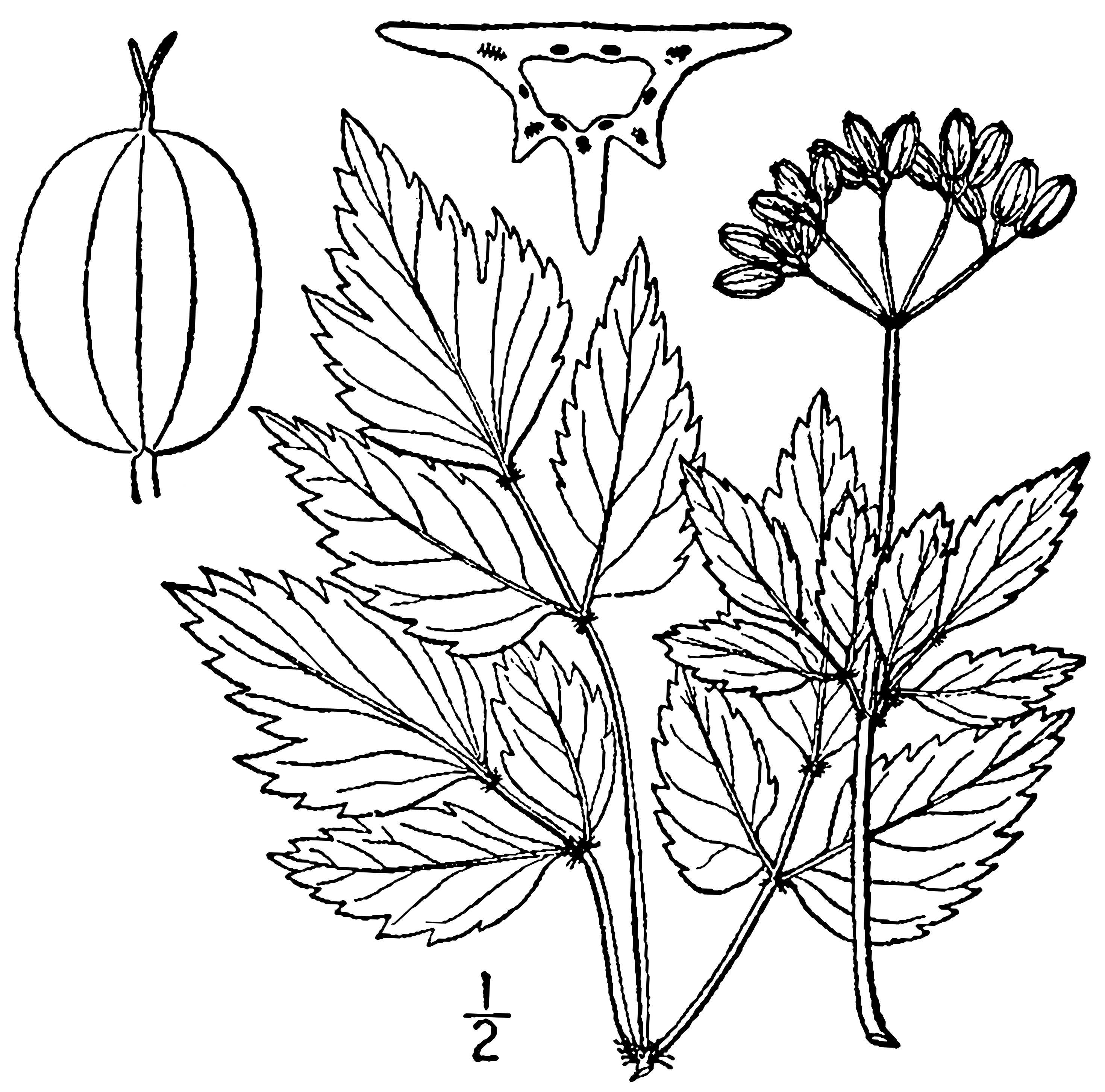
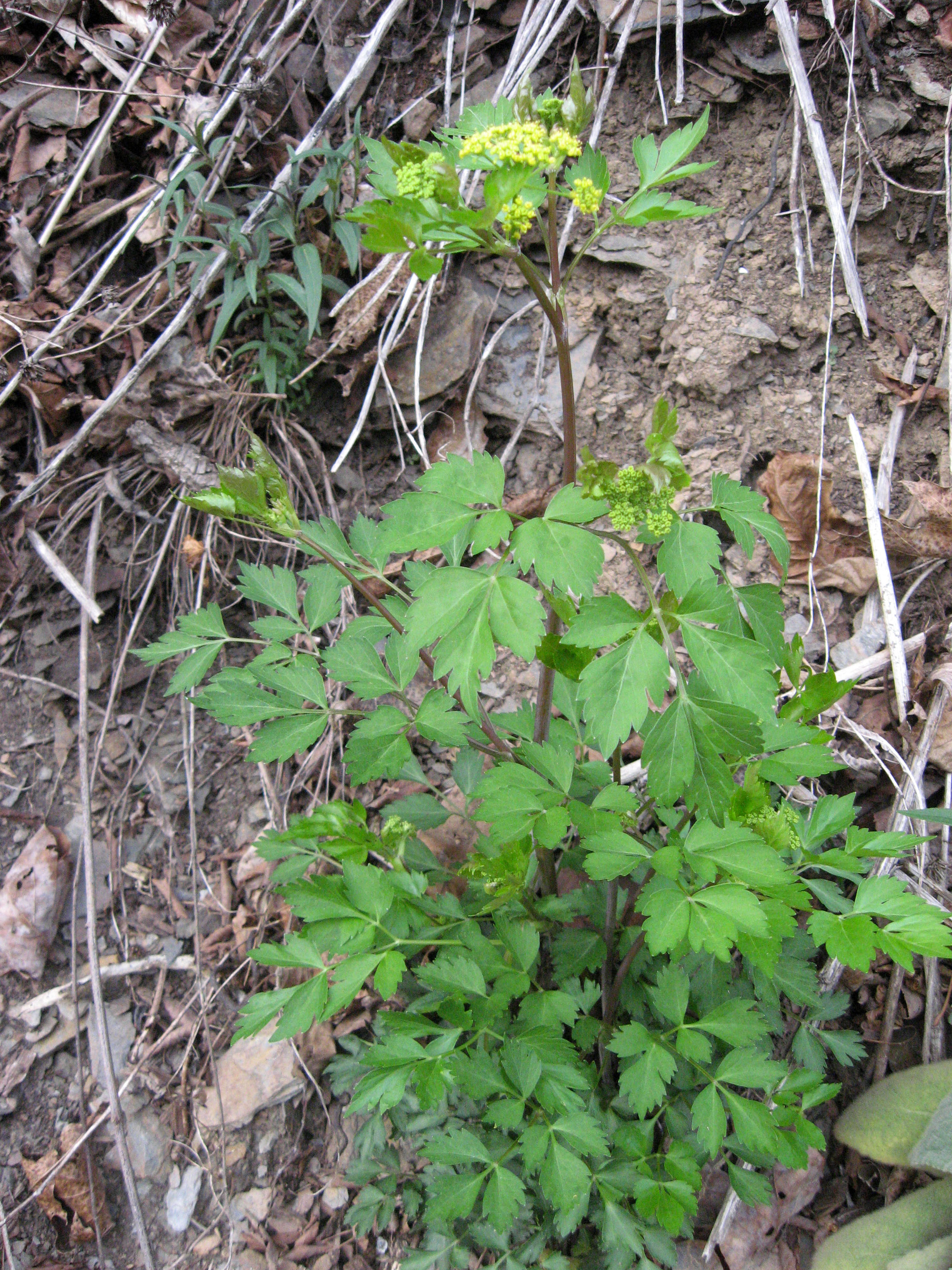